# Oakes Fegley
Oakes Fegley (nascido em 11 de novembro de 2004) é um ator americano.

## Infância e educação
Fegley nasceu em 11 de novembro de 2004, em Allentown, Pensilvânia , filho dos atores Michael Fegley e Mercedes "Merce" (nascida Tonne). Ele é o irmão mais velho de Winslow Fegley, também ator.

## Filmografia

### Cinema
| Ano  | Título                         | Papel             | Notas                           |
| ---- | ------------------------------ | ----------------- | ------------------------------- |
| 2011 | Glass                          | Boy               | Curta-metragem                  |
| 2013 | Children of the Moon           | Michael           | Curta-metragem, junto com o pai |
| 2014 | Fort Bliss                     | Paul Swann        |                                 |
| 2014 | This Is Where I Leave You      | Judd Altman jovem |                                 |
| 2015 | Prism                          | Bryan jovem       |                                 |
| 2016 | Pete's Dragon                  | Pete              |                                 |
| 2017 | Wonderstruck                   | Ben               |                                 |
| 2017 | The Truth About Lies           | Garoto            |                                 |
| 2019 | The Goldfinch                  | Theo Decker jovem |                                 |
| 2020 | The War with Grandpa           | Peter Decker      |                                 |
| 2022 | The Fabelmans                  | Chad Thomas       | [ 4 ]                           |
| 2024 | Adam the First                 | Adam              | [ 5 ]                           |
| TBA  | When the Moon Was Twice as Big | Jeffrey           | Pós-produção                    |
| TBA  | Who Framed Tommy Callahan      | Tommy Callahan    | Pós-produção                    |

### Televisão
| Ano     | Título             | Papel                      | Notas            |
| ------- | ------------------ | -------------------------- | ---------------- |
| 2014    | Boardwalk Empire   | Elias "Eli" Thompson jovem | 3 episódios      |
| 2014–16 | Person of Interest | Gabriel Hayward            | 3 episódios      |
| 2023    | Accused            | Devin Harmon               | 1 episódio       |
| 2024    | Dark Matter        | Charlie Dessen             | elenco principal |